# Padre Olivério Medina
Francisco Antonio Cadena Collazos'

## Biografia
Olivério Medina foi sacerdote entre 1975 e 1983, e dedicou-se à pastoral em favor dos jovens e dos camponeses. Fazia parte de uma equipe sacerdotal na Diocese de Neiva, estado do Huila, Colômbia. Também contribuiu efetivamente desde 1983 nos processos de paz ocorridos até hoje.
Em 2000 Olivério foi preso pela Polícia Federal brasileira obtendo em seguida a liberdade. A pedido do governo colombiano, foi capturado novamente em 24 de agosto de 2005 pela Polícia Federal Brasileira em ação conjunta com a interpol. Em 15 de setembro de 2005 o governo colombiano pediu a sua deportação a fim de responder por acusação de prática de homicídio com fins terroristas, sequestro extorsivo, terrorismo e outros crimes. Logo em seguida comitês pela sua libertação foram lançados em Guarulhos, São Paulo, Rio de Janeiro, Brasília, Belém, Araraquara e Uberlândia.
Em 14 de julho de 2006 o Comitê Nacional para Refugiados, em decisão histórica, concedeu o status de refugiado político ao guerrilheiro, embora a Colômbia não seja um estado ditatorial ou de exceção. Em 19 de julho de 2006 o governo da Colombia solicitou que o status de refugiado fosse revisto. Em março de 2007 o Supremo Tribunal Federal (STF) negou o pedido de extradição de Medina feito pelo governo da Colômbia justificando que o STF nao pode extraditar uma pessoa em condição de refugiado político.

## Controversia
Em 2005 a revista Veja publicou um artigo denunciando um vínculo entre as FARC e o partido dos trabalhadores (PT), tendo como figura central o padre Olivério Medina. De acordo com o artigo, a Agência Brasileira de Inteligência (ABIN) teria em seus arquivos o relato de uma reunião ocorrida em 13 de abril de 2002 entre trinta membros do PT e Olivério Medina em uma fazendo em Brasília. De acordo com o relato, na reunião Medina prometeu repassar 5 milhões de dólares, vindos da FARC, para a campanha eleitoral de candidatos petistas de sua escolha.

## Participação no Fórum Social Mundial
Durante o II Fórum Social Mundial, realizado em Porto Alegre, Brasil, Medina previu o colapso da economia dos Estados Unidos até 2001. O embaixador declarou, numa entrevista, que a perseguição dos norte-americanos às FARC seria devido ao aumento na quantidade de drogas sintéticas fabricadas naquele país. Também destacou positivamente as rádios comunitárias do Brasil, por servirem como uma forma de protesto não violento.